# Viktor Hallrup
Viktor Hallrup, född 26 juli 1988 i Växjö, är en svensk racerförare.

## Racingkarriär

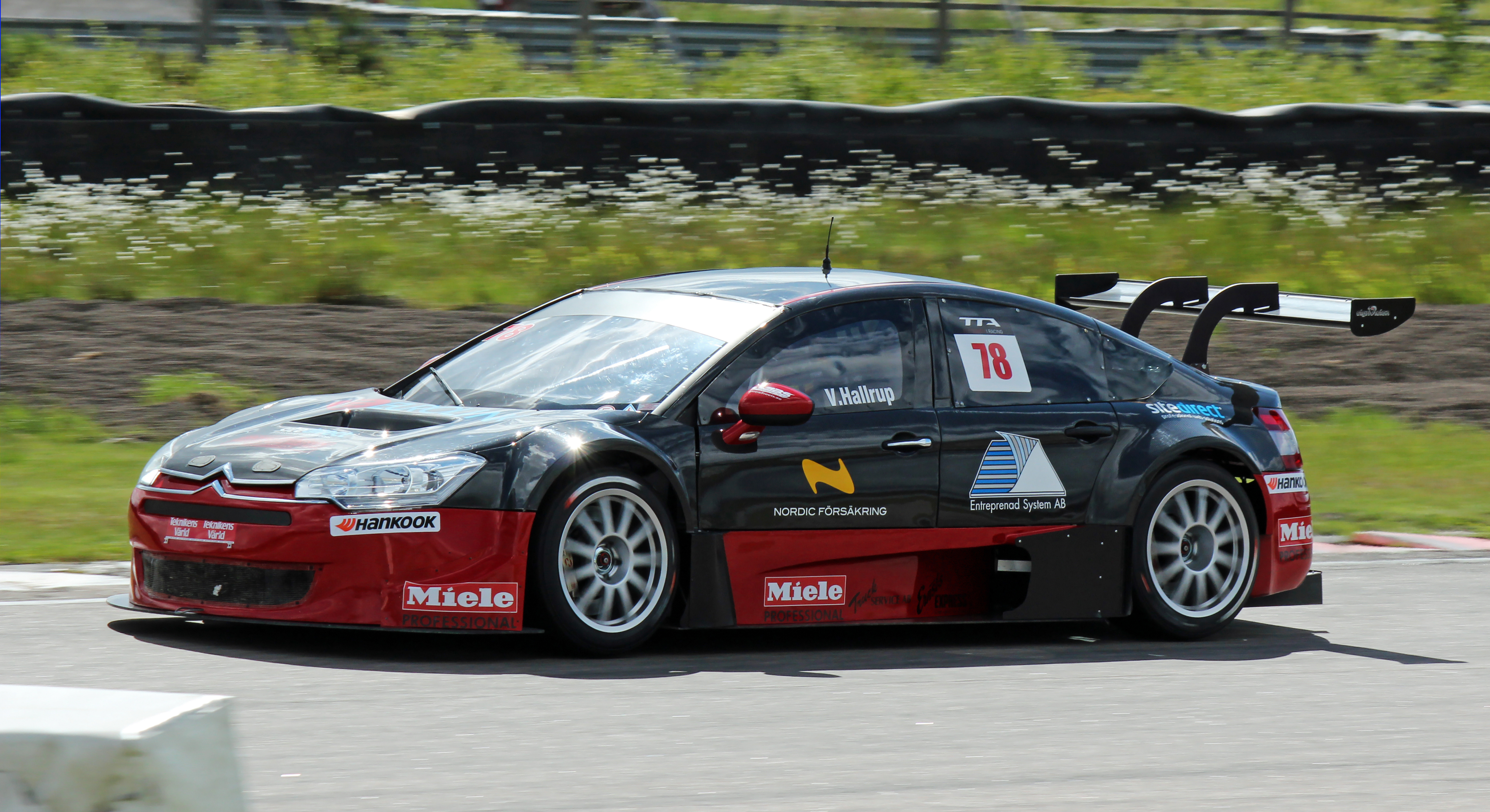
Viktor Hallrup i TTA – Elitserien i Racing på Anderstorp Raceway 2012.

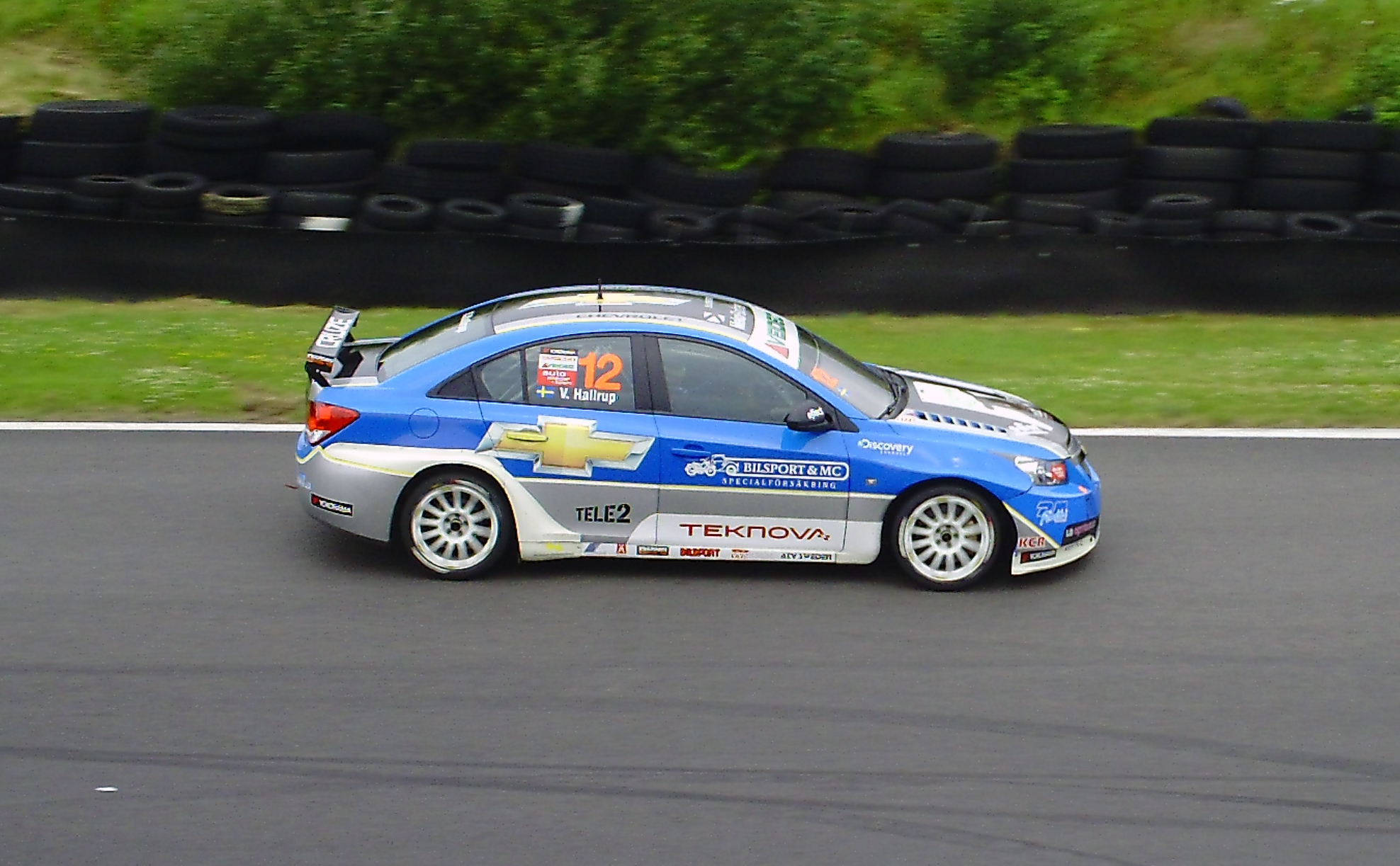
Viktor Hallrup i Scandinavian Touring Car Championship på Falkenbergs Motorbana 2011.

Efter att ha tävlar inom karting med framgång sedan tio års ålder inledde Hallrup sin racingkarriär i det svenska formel Ford-mästerskapet år 2005. Han lyckades inte ta några större framskjutna placeringar, utan valde att istället satsa på radical från och med 2006. Han körde tre säsonger i det svenska mästerskapet och blev som bäst trea år 2008, då han även tog sin första och enda seger. Under 2008 körde han även europamästerskapet på Silverstone Circuit, där han gick i mål som sexa.
Hallrup bytte från radical till standardvagnsracing i form av Swedish Touring Car Championship 2009. Han körde för Team CaWalli i en BMW 320i i privatförarcupen, som han också vann med god marginal före Johan Kristoffersson. Till säsongen 2010 flyttade Hallrup över till Chevrolet Motorsport Sweden med Chevrolet Cruze. Under säsongens sista race tog han sin första pallplats; en andraplats på Mantorp Park. Totalt blev Hallrup elva, bara två poäng efter Johan Stureson.
Swedish Touring Car Championship slogs ihop med Danish Touringcar Championship till säsongen 2011 och bildade Scandinavian Touring Car Championship. Hallrup fortsatte i samma team och bil som föregående år, men lyckades inte lika bra och tog endast ett fåtal poäng. Totalt slutade han på nittonde plats, medan teamkamraten Rickard Rydell vann mästerskapet.
Efter tre år i STCC fick Hallrup kontrakt med Miele Professional Brovallen i det nystartade TTA – Elitserien i Racing till år 2012.